# Grijsmaskertimalia
De grijsmaskertimalia (Mixornis kelleyi synoniemen: Macronus kelleyi of  Macronous kelleyi) is een zangvogel uit de familie Timaliidae (timalia's). Het is een onopvallende vogelsoort die leeft in tropisch regenwoud.

## Taxonomie
Deze vogel is in 1932 geldig beschreven door de Frans/Amerikaanse vogelkundige Jean Theodore Delacour en vernoemd naar de Amerikaanse filantroop William V. Kelley (1861-1932) die de expeditie waarin deze vogel werd gevonden had gesponsord. Er bestonden in musea in Frankrijk en Engeland echter al balgen die in 1926 en 1928 waren verzameld van deze vogel.

## Herkenning
De vogel is ongeveer 14 cm lang en lijkt sterk op de kangeantimalia en de grijsnektimalia. Het zijn onopvallende vogels die leven in dichte ondergroei. Ze zijn van boven bruin en licht  grijsbruin op de buik en borst. De keel is iets lichter met vage streepjes. Deze soort heeft een grijs masker rond het oog dat contrasteert met de bruin gekleurde kruin.

## Verspreiding en leefgebied
Deze soort komt voor in Laos en Vietnam in tropisch regenwoud op hoogten tussen 0 en 1200 meter boven zeeniveau.

## Status
De grootte van de populatie is niet gekwantificeerd maar de soort wordt omschreven als algemeen tot zeer algemeen. Op de Rode lijst van de IUCN heeft deze soort de status niet bedreigd, hoewel het leefgebied in omvang afneemt door ontbossing.